# Bahusakala niditermitae
Bahusakala niditermitae är en svampart som beskrevs av R.F. Castañeda, Guarro & Cano 1996. Bahusakala niditermitae ingår i släktet Bahusakala, klassen Dothideomycetes, divisionen sporsäcksvampar och riket svampar.   Inga underarter finns listade i Catalogue of Life.